# Risc extrem (Star Trek: Voyager)
„Risc extrem” (titlu original: „Extreme Risk”) este al 3-lea episod din al cincilea sezon al serialului TV american științifico-fantastic Star Trek: Voyager și al 97-lea în total. A avut premiera la 28 octombrie 1998 pe canalul UPN.

## Prezentare
B'Elanna se pune în mod intenționat în situații din ce în ce mai periculoase. Între timp, membrii echipajului hotărăsc să construiască o nouă navetă numită Delta Flyer.

## Actori ocazionali
- Hamilton Camp - Vrelk
- Alexander Enberg - Vorik
- Daniel Betances - Holographic Pilot